# Новгородское восстание (1071)

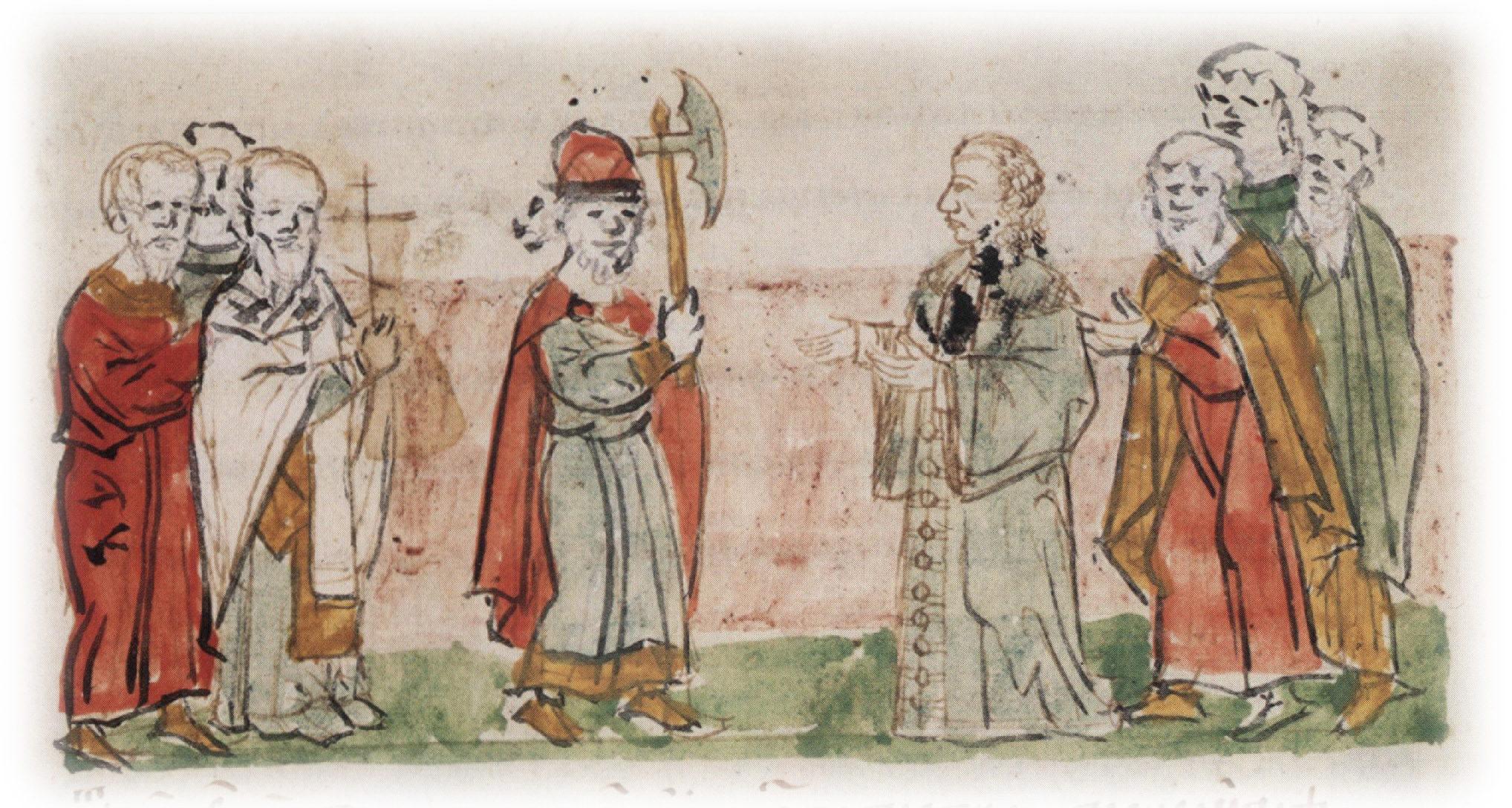
Князь Глеб Святославович убивает волхва. Миниатюра из Радзивиловской летописи, XV век

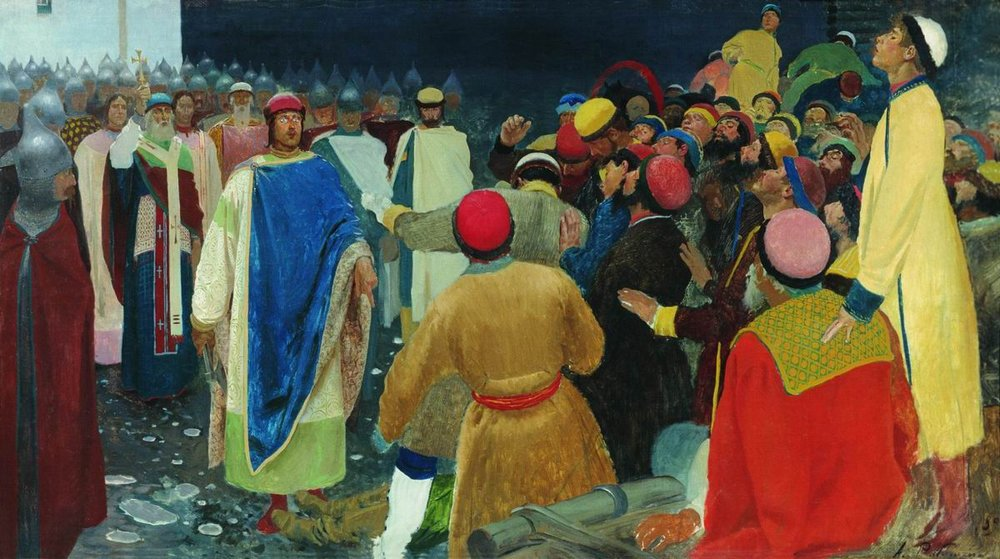
Рябушкин А. П. «Княжий суд. Глеб Святославич убивает волхва на Новгородском вече». 1898 г.

Новгородское восстание 1071 года — одно из нескольких народных восстаний, вспыхнувших на Руси в XI веке.
Восстания спровоцировали неурожай, недовольство феодализацией и введение христианства на Руси. Руководителями первых восстаний «Повесть временных лет» называет неких волхвов или языческих жрецов, служителей дохристианских культов, которые благодаря своему огромному влиянию, организовывали народ.
Советский историк В. В. Мавродин писал:

«Своеобразие этого народного движения заключалось в том, что во главе восставших против „старой чади“ смердов стояли волхвы, которые стремились использовать антифеодальное выступление народа для возврата к прежним дохристианским культам.

Это была не единственная попытка волхвов вернуть былое влияние. В „Повести временных лет“ под 1071 г. следует рассказ о выступлениях волхвов в Киеве, Новгороде и Суздальской земле, в частности в Белозерь»— В. В. Мавродин. Народные восстания в древней Руси XI—XIII вв. — М.: Соцэкгиз, 1961. — 118 с., [1] л. карт.
Новгоро́дское восста́ние 1071 года стало выступлением новгородцев против христианской религии.
Около того же времени в Новгороде объявился волхв:

…волхв явился при князе Глебе в Новгороде. Он разговаривал с людьми, притворяясь богом, и многих обманул, чуть не весь город, разглагольствуя, будто наперед знает все, что произойдет, и, хуля веру христианскую, он говорил ведь, что перейду Волхов на глазах у всех. И замутился весь город, и все поверили в него, собирались убить епископа. Епископ же, с крестом в руках и в облачении, вышел и сказал: Кто хочет верить волхву, пусть идет за ним, кто же истинно верует, то пусть тот к кресту идет. И люди разделились надвое: князь Глеб и дружина его пошли и стали около епископа, а люди все пошли и стали за волхвом. И начался мятеж великий в людях.— Новгородское восстание 1071 г. по Повести временных лет [Текст] // Нагаев, А. С., Огнев, В. Н. Практикум по истории СССР с древнейших времен до конца XVIII в. Выпуск I. - М., 1984. - С. 59-60
Волхв начал призывать к убийству епископа и толпа пошла за ним.
Князь новгородский Глеб Святославович с дружиной встретил толпу у двора епископа. Епископ в полном облачении с крестом в руках попытался образумить толпу, но призыв не был услышан: народ остался с волхвом, князь же с дружиной остался рядом с епископом. Как сообщает летопись, народ в полном составе перешёл к волхву, а князь с дружиной — люди в городе пришлые. Летописец, если бы хоть часть народа осталась с епископом, указал бы это. Видно, что, по крайней мере, в северной столице и оплоте православия в регионе торжества новой христианской веры ещё не было.
Разгоравшиеся страсти, которые готовы были перерасти в полномасштабное восстание. Тогда Глеб Святославович, видя что против всего города ему не выстоять, решил подавить мятеж в зародыше. Спрятав топор под плащ, он подошел к волхву и спросил:

«Знаешь ли, что завтра случится и что сегодня до вечера?». Тот ответил: «Знаю всё». И сказал Глеб: «А знаешь ли, что будет с тобою сегодня?» — «Чудеса великие сотворю», — сказал. Глеб же, вынув топор, разрубил волхва, и пал он мертв, и люди разошлись. Волхв же погиб телом и душой, отдав себя дьяволу.